# Troy Van Leeuwen

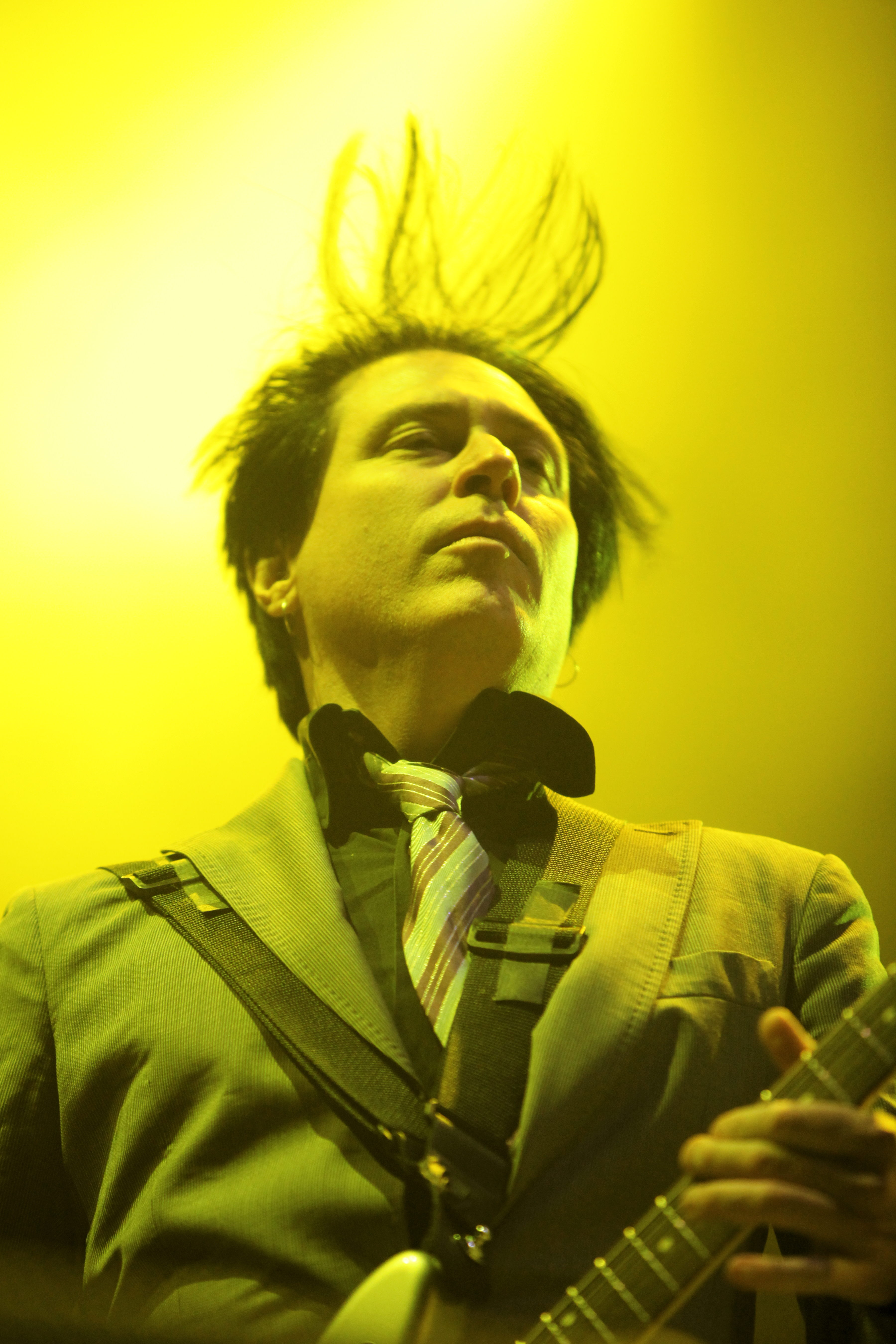
Troy Van Leeuwen (2011)

Troy Van Leeuwen (* 5. Januar 1970 in Los Angeles, Kalifornien) ist ein US-amerikanischer Musiker und Gitarrist der Rockband Queens of the Stone Age.

## Karriere
Van Leeuwen spielte von 1996 bis 1997 in der Band Failure sowie drei Jahre für A Perfect Circle.
Nach den Aufnahmen zu ihrem dritten Studioalbum stieg Van Leeuwen im Mai 2002 bei Queens of the Stone Age ein. Er spielt Gitarre, Lapsteel, Keyboard und während der Tour 2005–2006 auch teilweise Bass. Van Leeuwen war ebenfalls am Nebenprojekt seines Bandkollegen Josh Homme, den Desert Sessions, beteiligt.
Während einer Schaffenspause der Queens im Jahre 2008 widmete sich Van Leeuwen seinem Nebenprojekt Sweethead und ging mit seiner neuen Band auf Tour.

## Instrumente
Van Leeuwen (sprich: Van Luhen): „I’ll divulge one secret: I used nothing but hollowbodies on this record [Lullabies to Paralyze] — mostly a Gibson ES-135 and a Yamaha AES1500.“
Seit 2006 ist auch ein Troy-Van-Leeuwen-Signature-Modell in Zusammenarbeit mit Yamaha erhältlich: Yamaha SA503 TVL Troy Van Leeuwen.
Im Jahr 2013 entstand in Zusammenarbeit mit Fender die Troy Van Leeuwen Signature Jazzmaster.
Bei der Lapsteel-Gitarre greift Van Leeuwen auf Instrumente der Marke Chandler zurück.

## Bands
- Enemy
- Failure (1996–1997)
- A Perfect Circle (1999–2002)
- Queens of the Stone Age (seit 2002)
- Sweethead (seit 2008)
- Gone is Gone (seit 2016)